# Lumskalven
Lumskalven är en sjö i Storumans kommun i Lappland och ingår i Umeälvens huvudavrinningsområde. Sjön har en area på 0,66 kvadratkilometer och ligger 266,3 meter över havet.

## Delavrinningsområde
Lumskalven ingår i det delavrinningsområde (721091-159636) som SMHI kallar för Utloppet av Lumskalven. Medelhöjden är 279 meter över havet och ytan är 3,58 kvadratkilometer. Räknas de 4 avrinningsområdena uppströms in blir den ackumulerade arean 48,69 kvadratkilometer. Hattnijaurbäcken som avvattnar avrinningsområdet har biflödesordning 2, vilket innebär att vattnet flödar genom totalt 2 vattendrag innan det når havet efter 216 kilometer. Avrinningsområdet består mestadels av skog (74 procent). Avrinningsområdet har 0,66 kvadratkilometer vattenytor vilket ger det en sjöprocent på 18,5 procent.